# Beara

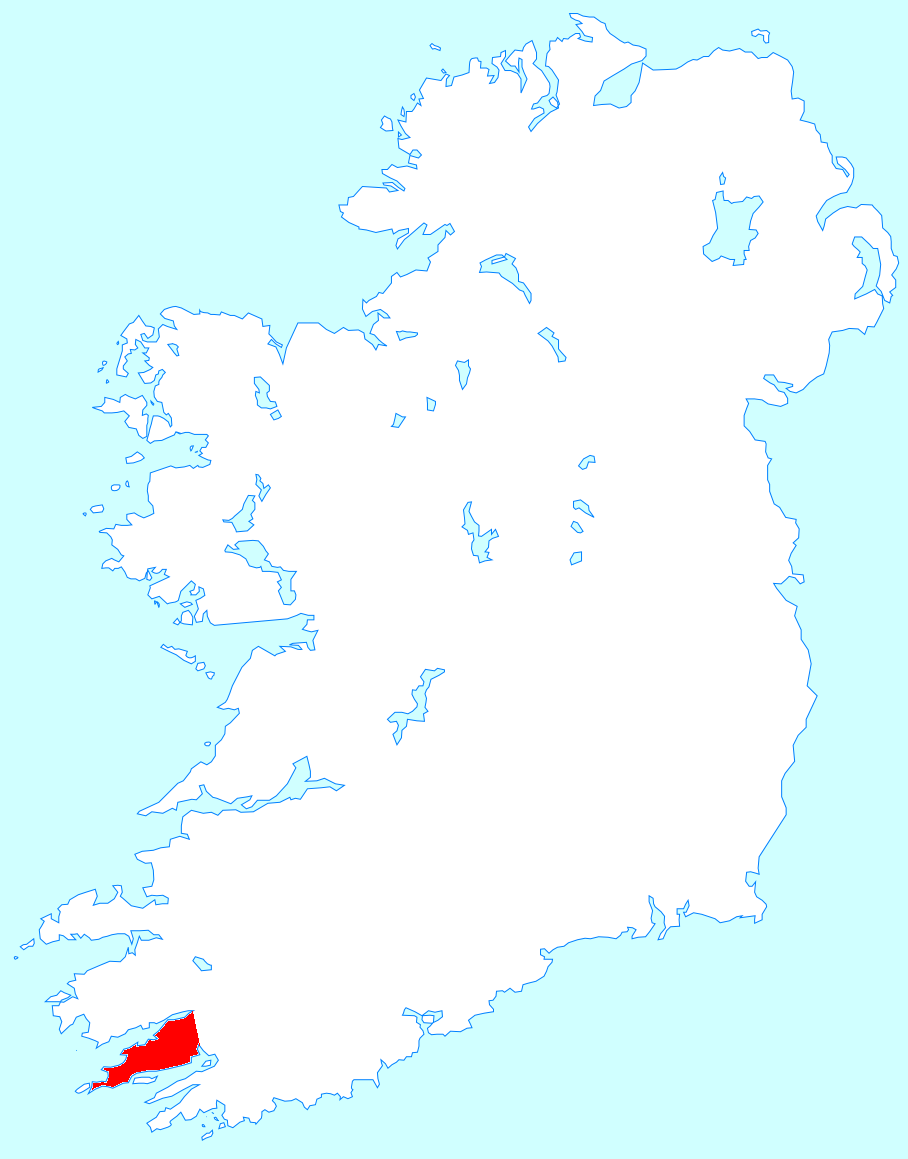
Półwysep Beara na mapie Irlandii

Beara (irl. Béara) – półwysep na południowo-zachodnim wybrzeżu Irlandii, na wyspie o tej samej nazwie, od północy ogranicza zatokę Kenmare, a od południa zatokę Bantry. Na półwyspie znajdują się dwa pasma wzniesień, Caha i Slieve Miskish.
Beara była tradycyjną siedzibą klanu O'Sullivan Bere, a także jednym z ostatnich punktów oporu irlandzkiego oporu po bitwie pod Kinsale.
Na półwyspie znajdują się ruiny zamku Dunboy Castle oraz muzeum górnictwa miedzi.

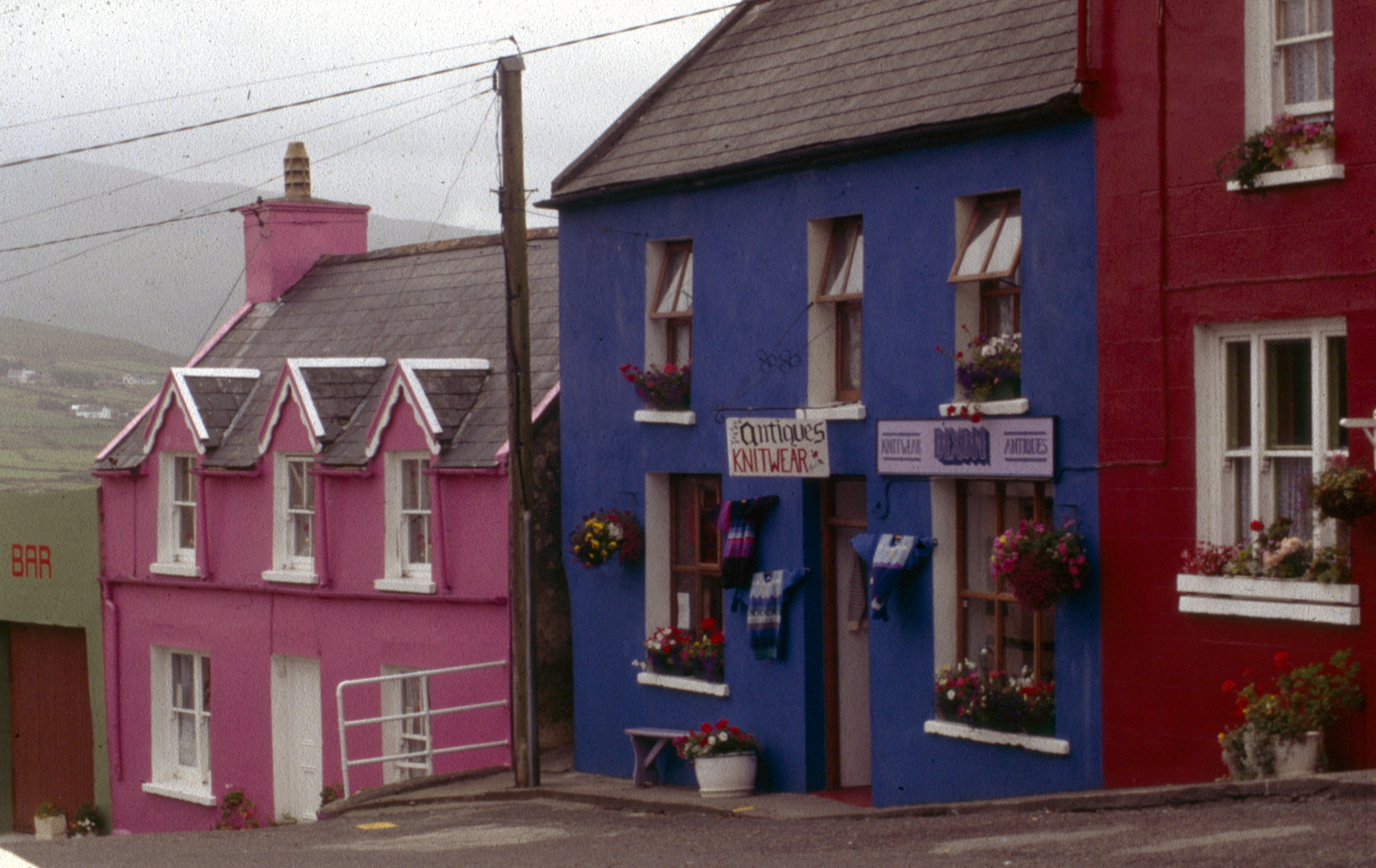
Eyeries
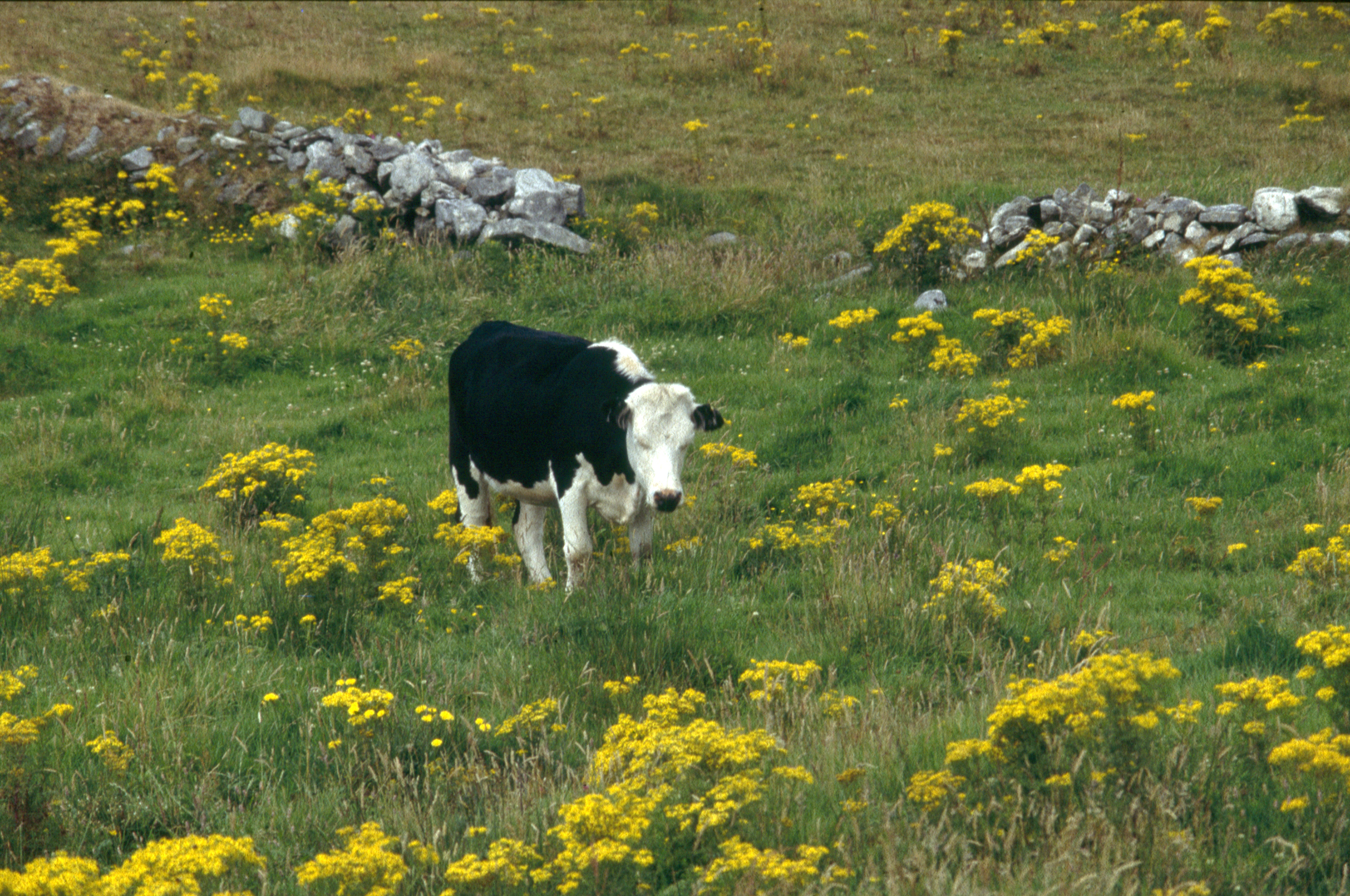
Krowa na pastwisku
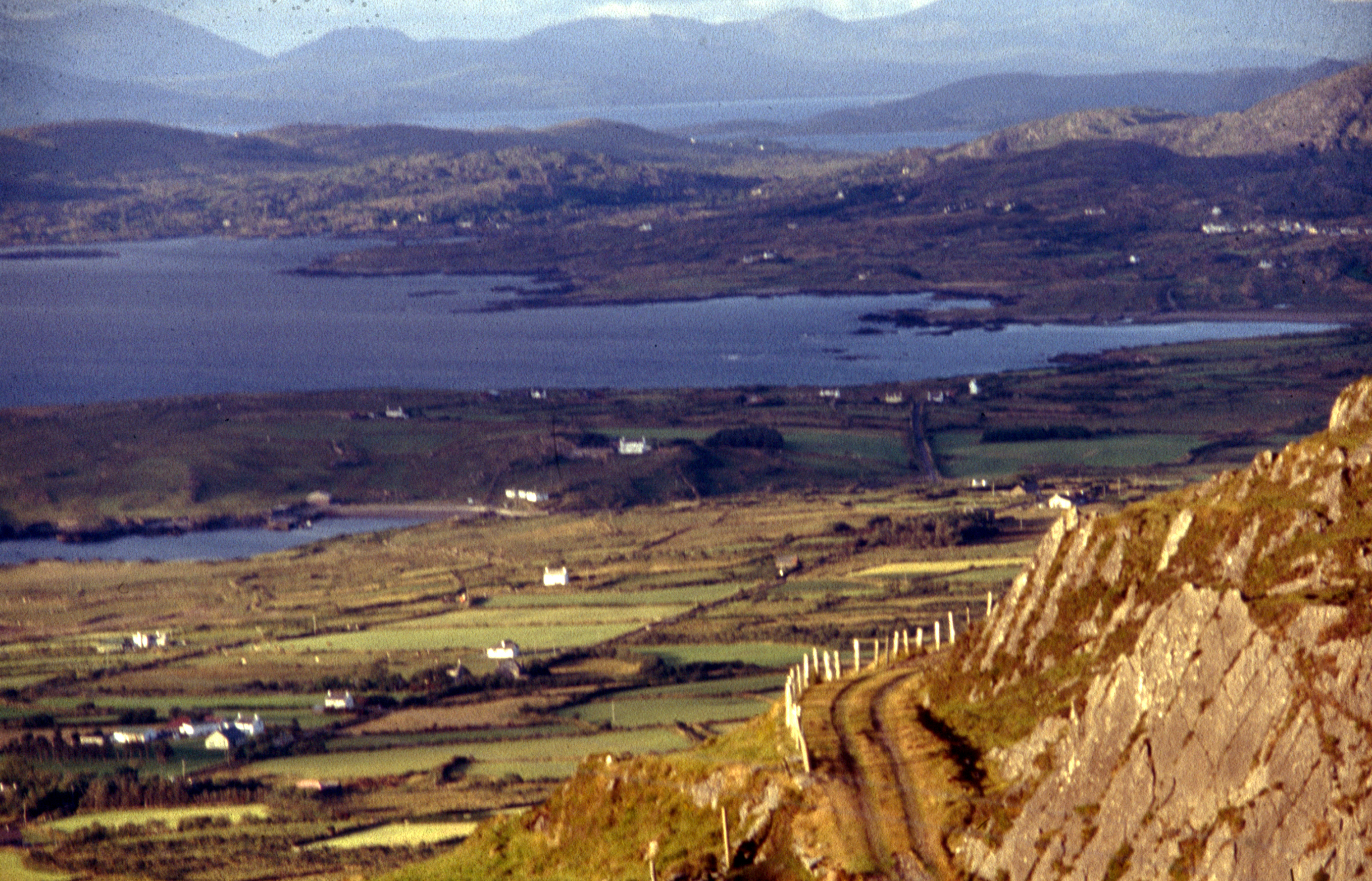
Slieve Miskish
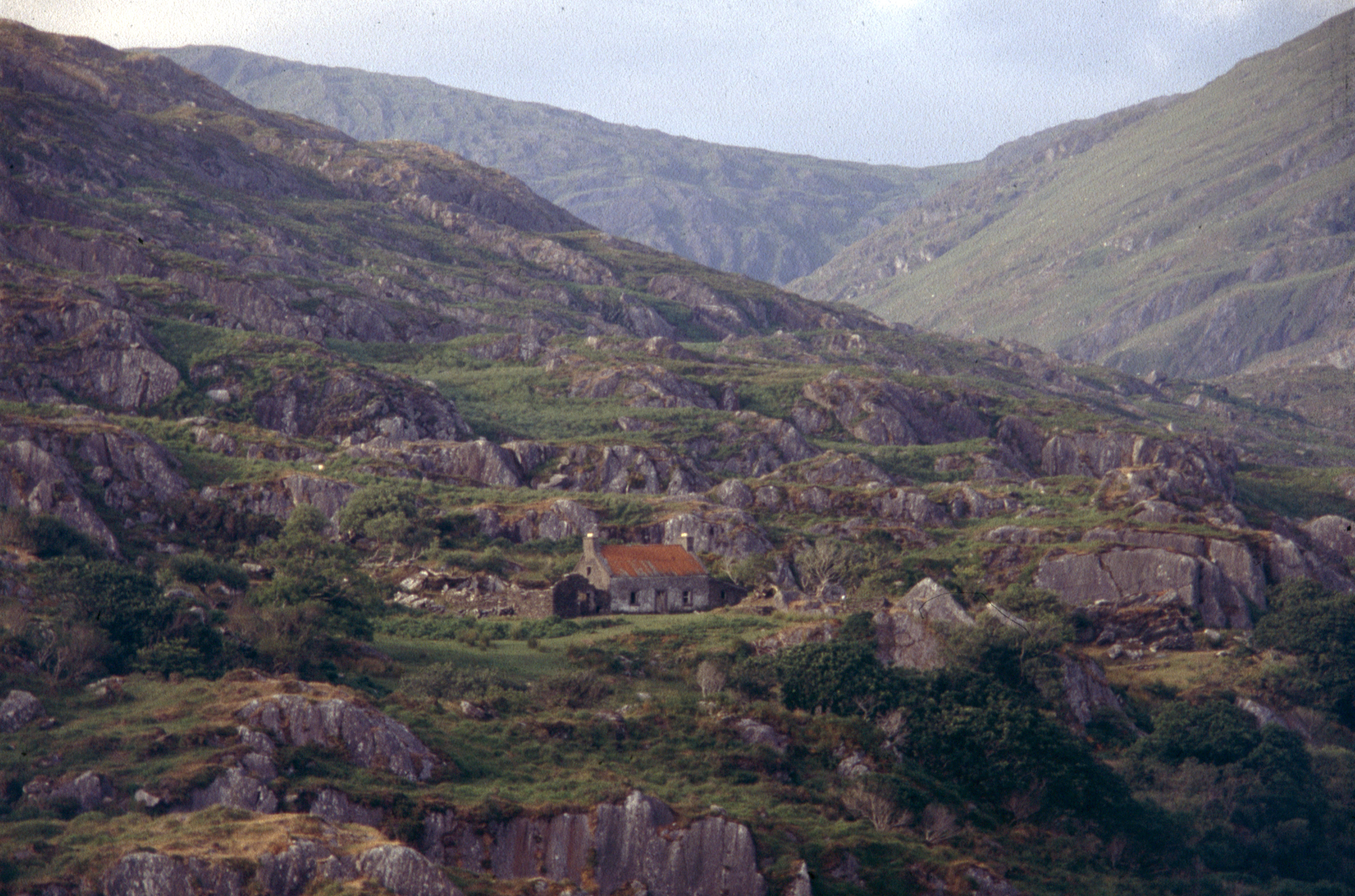
Healy Pass
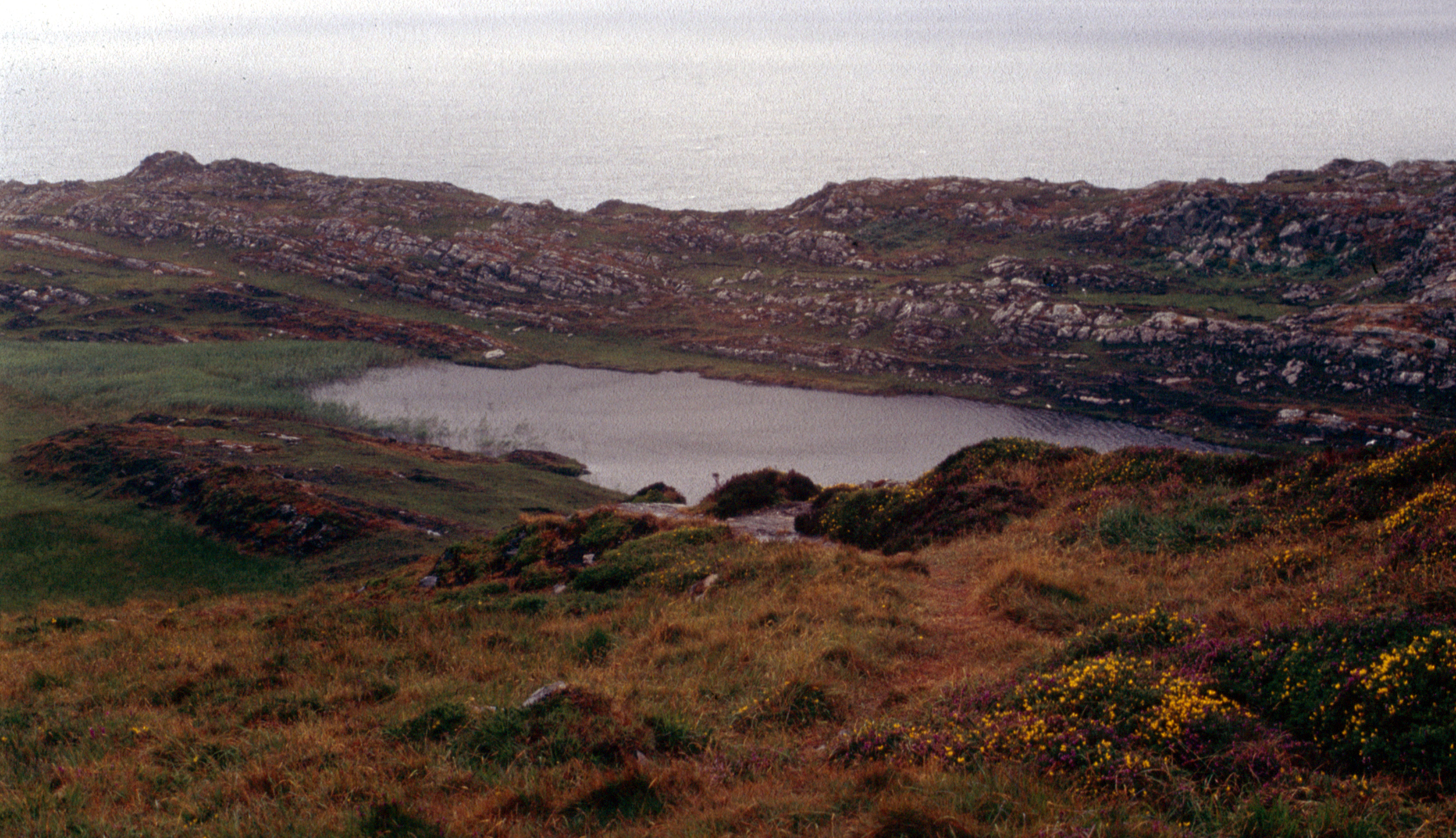
Sheep's Head
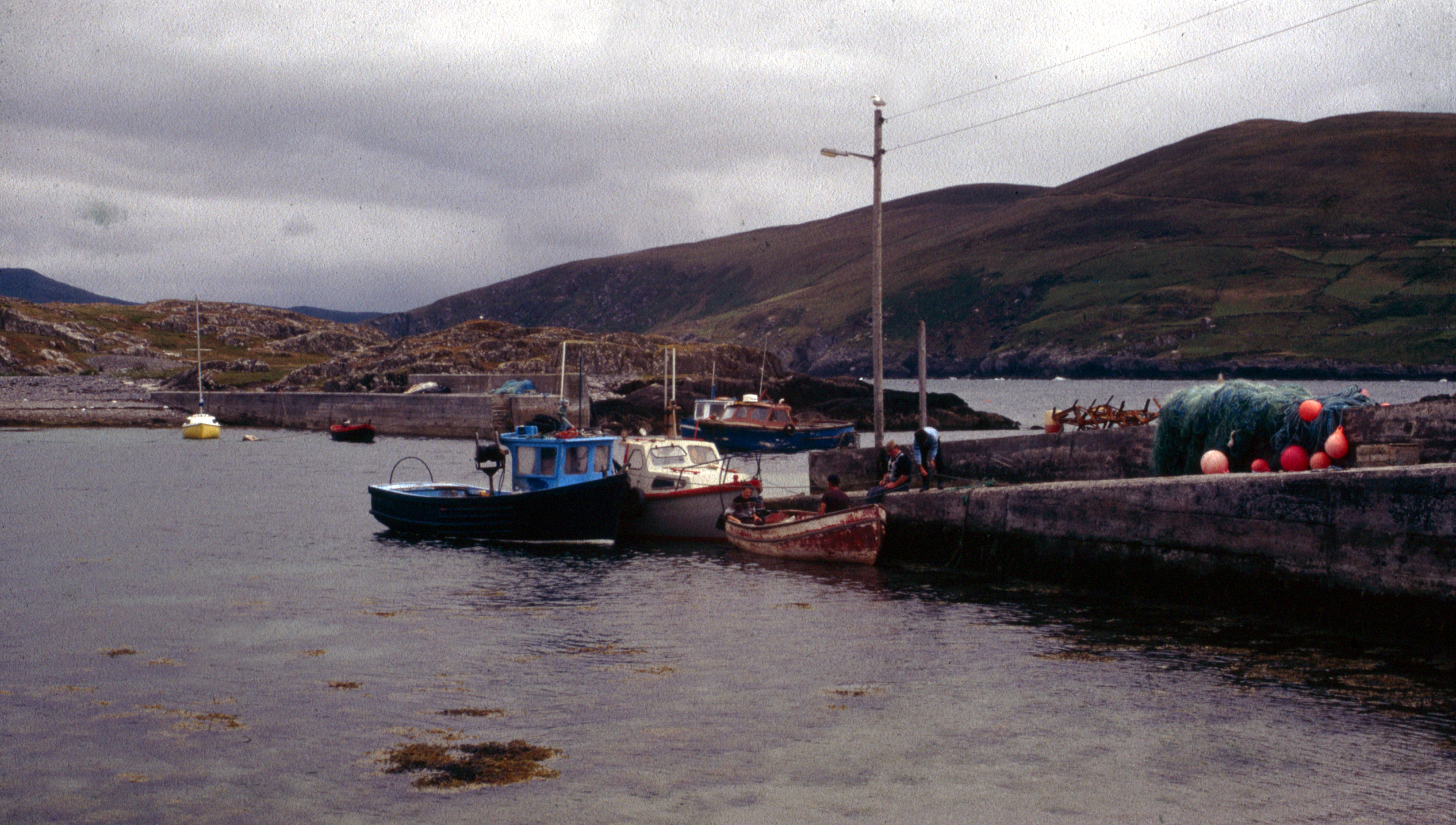
Garnish Bay